# Mircea Țuglea
Mircea Țuglea (n. 14 aprilie 1974, Tecuci, Galați, România – d. 19 august 2017, Constanța, România) a fost un poet, publicist și critic literar român, membru al Uniunii Scriitorilor din România. Este considerat un specialist în opera lui Paul Celan.

## Biografie
S-a născut în Tecuci, fiind fiul lui Petre Țuglea și al Ioanei Țuglea. Studiile liceale le-a făcut în Constanța la Liceul „George Călinescu”, unde a fost redactor al revistei liceului Păi și unde-și publică primele poezii.
După absolvirea liceului, în anul 1992, urmează Facultatea de Litere a Universității „Ovidius” Constanța pe care o absolvește în anul 1996.
Și-a inceput activitatea literară la „Cenaclul de marți” din cadrul Facultății de Litere a Universității „Ovidius” din Constanța coordonat de criticul și profesorul Marin Mincu, pe care l-a frecventat în perioada 1992 - 1998, dar și după 1999, alături de ceilalți fondatori ai cenaclului, poeții: Sorin Dinco, Ileana Bâja, Grigore Șoitu și Mugur Grosu.
Între anii 1996 și 1998 a fost bursier Herder la Universitatea din Viena, după o recomandare venită din partea lui Marin Mincu, și a studiat literatura comparată și germanistica.
În anul 2007 devine doctor în litere al Universității din București, cu o teză de doctorat consacrată operei lui Paul Celan, teză din care se va naște cartea Paul Celan și avangardismul românesc. Reactualizarea sensului. 
În perioada 2011 - 2013 primește o bursă postdoctorală din partea Academiei Române pentru studiul liricii poetului Paul Celan, în urma căreia publică volumul de critică și cercetare literară Lirica lui Paul Celan și gândirea contemporană în anul 2013. 
A predat limba și literatura română la Liceul Teoretic „Mircea cel Bătrân” din Constanța între 1998 și 2006.
A murit înecat în valurile Mării Negre, la Constanța, pe 19 august 2017.

## Activitatea literară
În anul 1993 se numără printre membrii fondatori ai Cenaclului de Marți, coordonat de criticul literar Marin Mincu, iar după decesul acestuia, devine coordonatorul cenaclului.
A debutat în anul 1996 cu volumul Proezia, în urma căruia i se decernează Premiul Festivalului Poesis pentru debutul editorial.
În anul 1999 fondează Asociația Arte & Litere ASALT și revista virtuală același nume pe serverul asalt.seanet.ro, cu colectia de e-books Virtualia A colaborat la unele dintre cele mai importante reviste de cultură din România: Convorbiri literare, Viața Românească, Vatra, Paradigma, Contemporanul, Tomis, Poesis și altele.
Dincolo de conștientizarea post-textualistă a actului poetic, Mircea Țuglea este cu adevărat și un continuator al tradiției pontice ovidiene; prin intermediul Proeziei pătrunzi într-un topos consacrat, vibrând patetic și vital, acela al Tomisului, scria criticul literar Marin Mincu în Poezia română actuală, volumul I, editura Pontica 1998, text reluat și în volumul de critică literară Poeticitate românească postbelică, editura Pontica, 2003.  
Giovanni Rotiroti scria în revista Paradigma, nr. 1-2/2013: Mircea Țuglea, un expert al limbajului poetic celanian și unul din cei mai importanți specialiști în opera lui Paul Celan din România.

## Opera
- Proezia, versuri, Editura Pontica, debut, 1996
- mircea țuglea, versuri, Editura. Pontica, 2001
- Paul Celan și avangardismul românesc. Reactualizarea sensului, critică literară, Editura Pontica, 2007
- Lirica lui Paul Celan și gândirea contemporană, critică literară, Editura Muzeului Național al Literaturii Române, 2013
- Grazia, roman, Editura Polirom, 2017

### Volume colective
- Poezia română actuală, vol. 1, Editura Pontica, 1998
- Starea de plasmă, Editura Pontica, 2000
- EroTICA 1, American Research Press, 2001
- EroTICA 2, Observator, 2002
- Generația 2000, Editura Pontica, 2004

## Premii și distincții
- Premiul Festivalului Poesis pentru debutul editorial cu volumul Proezia, în anul 1996
- Premiul pentru proză Quintessenz, (Grenzüberschreitung / Trecerea frontierei), acordat de Fundația Alfred Toepfer din Hamburg, Viena, 2006
- Premiul pentru critică literară acordat de Revista TOMIS din Constanța, Colocviile Tomitane, 2007